# Sunčane skale
Sunčane skale byl popový hudební festival, který se konal každé léto v černohorském městě Herceg Novi. Festival se konal v letech 1994 – 2015 s výjimkou roku 1999, kdy se festival nekonal kvůli bombardování Jugoslávie silami NATO. V roce 2016 byl z finančních důvodu zrušen.

## Vítězové

### Seznam vítězů kategorie Nová hvězda
- Sunčane skale 1997. Dobar loš zao - Idemo na more
- Sunčane skale 1998. Moki - Zabranjena ljubav
- Sunčane skale 2000. Storm Cool - Upomoć
- Sunčane skale 2001. Danijel Đokić - Dođe mi da
- Sunčane skale 2002. Bojan Marović - Više te nema
- Sunčane skale 2003. Emina Jahović - Uzalud se budim
- Sunčane skale 2004: Ivana Popović - Odlazim
- Sunčane skale 2005. Aleksandra Bučevac - Jednostavno
- Sunčane skale 2006. Milena Vučić - Da l' ona zna
- Sunčane skale 2007. Lejla Hot - Suza stihova
- Sunčane skale 2008. Beti Bup - Dobar dan
- Sunčane skale 2009. Nevena Božović - Ti
- Sunčane skale 2010. Jelena Đorđević - Surrender
- Sunčane skale 2011. Elhaida Dani - Si asnjëherë
- Sunčane skale 2012. Aleksandra Bilanović - Somewhere
- Sunčane skale 2014. Dimitar Andonovski - Ако ме боли
- Sunčane skale 2015. Karin Sorijef - Sing my song

### Seznam vítězů kategorie Píseň léta
- Sunčane skale 1994, Maja Nikolić – Baš sam se zaljubila[1]
- Sunčane skale 1995, Filip Žmaher[1] - Molitva
- Sunčane skale 1996, Leontina Vukomanović – Jedna od sto[1]
- Sunčane skale 1997, Zorana Pavić – Hoću da umrem dok me voliš[1]
- Sunčane skale 1998, Vlado Georgiev – Ako ikad ostarim[1]
- Sunčane skale 2000, Tifa and Makadam – Evo ima godina[1]
- Sunčane skale 2001, Ivana Banfić – Sad je kasno[1]
- Sunčane skale 2002, Tijana Dapčević – Negativ[1]
- Sunčane skale 2003, Bojan Marović – Tebi je lako[1]
- Sunčane skale 2004, Romana Panić – Nikad i zauvijek[1]
- Sunčane skale 2005, Goran Karan – Ružo moja bila[1]
- Sunčane skale 2006, Milena Vučić – Da l' ona zna (Vítěz kategorie Nove zvijezde)[1]
- Sunčane skale 2007, Lejla Hot – Suza stihova (Vítěz kategorie Nove zvijezde)[1]
- Sunčane skale 2008, Aleksandra Bučevac – Ostani[1]
- Sunčane skale 2009, Kaliopi & Naum Petreski – Rum dum dum[1]
- Sunčane skale 2010, Dado Topić & Anita Popović – Govore mojim glasom anđeli[1]
- Sunčane skale 2011, Qpid – Under the radar[1]
- Sunčane skale 2012, J-DA – Gel gel[1]
- Sunčane skale 2013 – Teška industrija & Kemal Monteno – Majske kiše